# Trnavský kraj
Koordinaten: 48° 24′ N, 17° 36′ O
Der Trnavský kraj (Tyrnauer Landschaftsverband) ist ein Verwaltungsgebiet in der Westslowakei.

## Bezirke
Der Kraj besteht aus folgenden 7 Bezirken (okresy):
- Dunajská Streda
- Galanta
- Hlohovec
- Piešťany
- Senica
- Skalica
- Trnava

## Geographie
Das Gebiet hat eine Fläche von 4.158 km² und 565.900 Einwohner (Stand 31. Dezember 2024), ist schmal und langgezogen und gilt als Verbindungsregion zwischen Bratislava und der übrigen Slowakei. Er grenzt an Tschechien und Österreich im Nordwesten und an Ungarn im Süden. Das nördliche Drittel (Bezirke Senica und Skalica) ist durch die Kleinen Karpaten vom Rest getrennt und wird vorwiegend von der Záhorie-Niederung mit ihren zwei Unterteilungen – der hügeligen Chvojnická pahorkatina und der ebenen Borská nížina – gebildet. Auch Teile der Myjavská pahorkatina und der Weißen Karpaten greifen in das Gebiet des Krajs. Südlich der Kleinen Karpaten befindet sich die große Donauniederung, unterteilt in das Donauhügelland im Norden und die Donauebene im Süden, inklusive eines Teils der Großen Schüttinsel. Bei der Linie Hlohovec-Piešťany erstreckt sich noch der Inowetz. Größere Flüsse sind die March im Nordwesten, die Waag im Osten, die Kleine Donau und die Donau im Süden, hier gestaut im Wasserkraftwerk Gabčíkovo. Der höchste Punkt ist der Berg Záruby (767 m n.m.), der zugleich auch die höchste Erhebung der Kleinen Karpaten ist; der niedrigste Punkt liegt an der Kleinen Donau bei der Gemeinde Okoč (110 m n.m.).
Vier Landschaftsschutzgebiete befinden sich auf dem Gebiet des Krajs: Biele Karpaty (Weiße Karpaten), Dunajské luhy (Donauauen), Malé Karpaty (Kleine Karpaten) und Záhorie (Marchauen).
Aus der Sicht der Verwaltungsgliederung grenzt der Trnavský kraj an den Trenčiansky kraj im Norden, den Nitriansky kraj im Osten, das ungarische Komitat Győr-Moson-Sopron im Süden, den Bratislavský kraj im Westen sowie an Niederösterreich und den Jihomoravský kraj im Nordwesten.

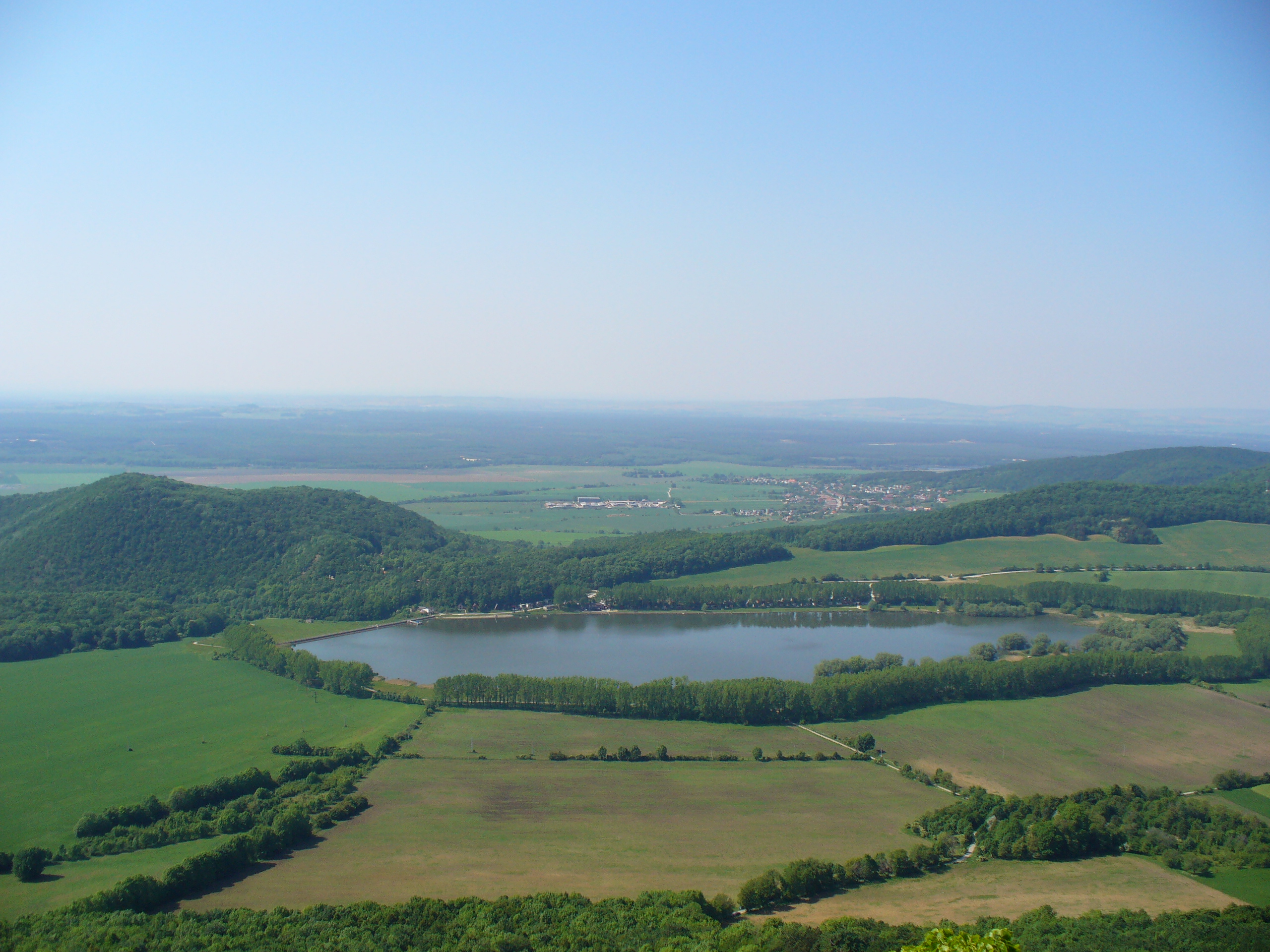
Stausee Buková in den Kleinen Karpaten und die Landschaft Záhorie im Hintergrund. Gemeinde Buková, Okres Trnava
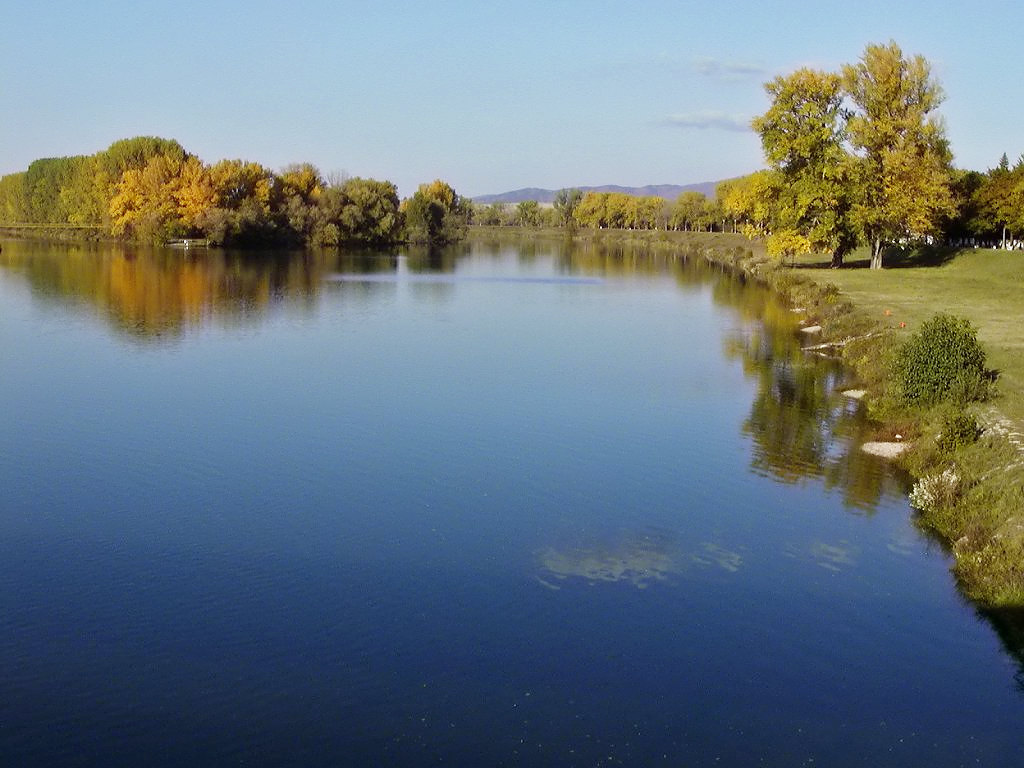
Die Waag in Piešťany
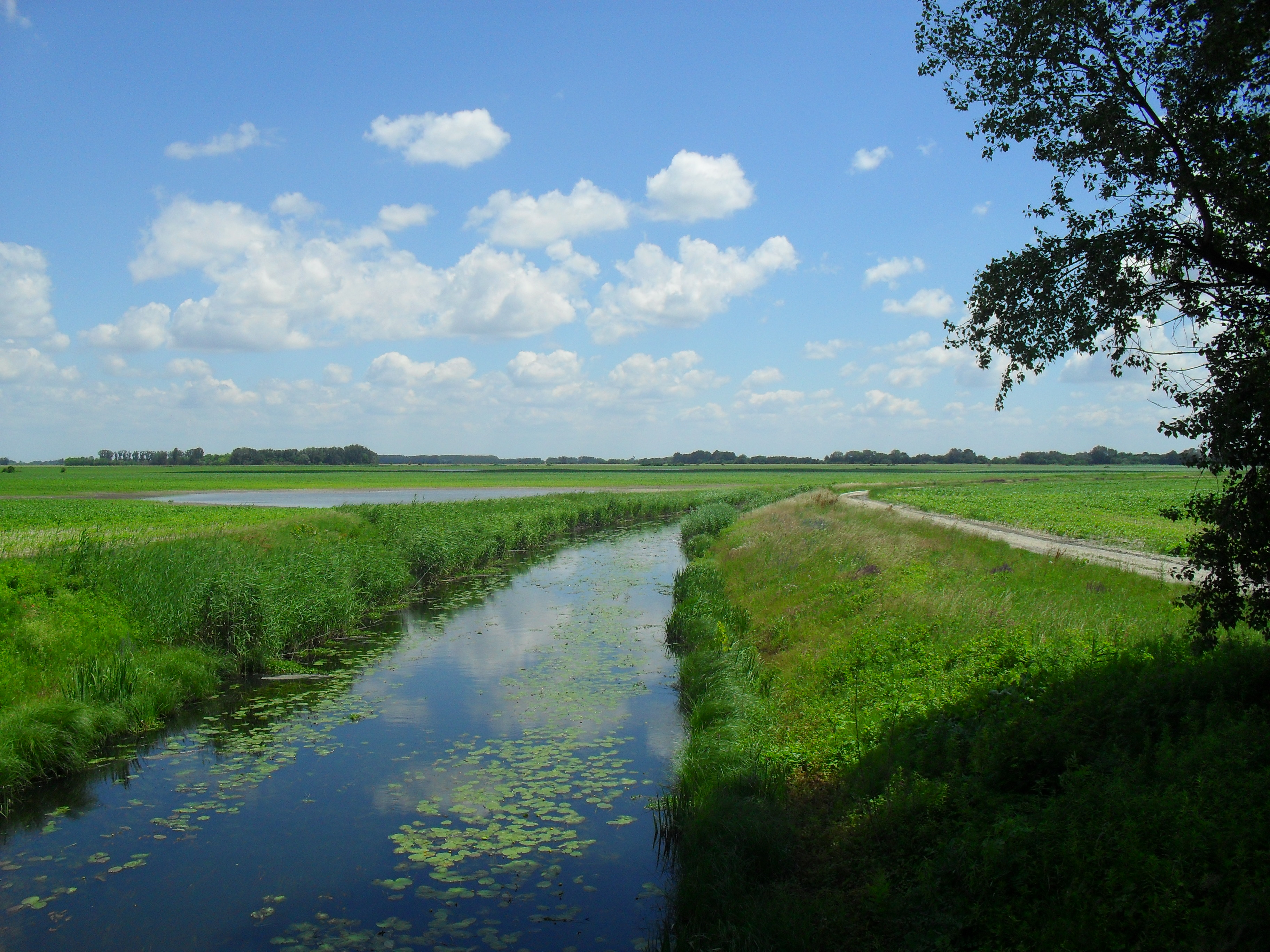
Landschaft der Großen Schüttinsel bei Veľký Meder, Okres Dunajská Streda

## Historische administrative Einheiten
Im Königreich Ungarn waren das Gebiet im Süden um die Stadt Trnava und in kleineren Maßen im Norden Teil des Komitats Pressburg; kleinere Teile im Süden gehörten zum Komitat Moson und dem Komitat Raab. Der Rest gehörte dem Komitat Neutra.
Entwicklung nach dem Zerfall von Österreich-Ungarn im Jahr 1918:
- 1918/1919–1922: wie oben, aber Komitat Moson wurde in das Komitat Pressburg (Bratislavská župa) und Komitat Raab in das Komitat Komorn (Komárňanská župa) eingegliedert, Tschechoslowakei
- 1923–1928: Bratislavská župa (Bratislavaer Gespanschaft), Tschechoslowakei
- 1928–1939: Slovenská krajina/zem (Slowakisches Land), Tschechoslowakei
- 1940–1945: Bratislavská župa (Bratislavaer Gespanschaft), Nitrianska župa (Neutraer Gespanschaft) und Trenčianska župa (Trentschiner Gespanschaft), Erste Slowakische Republik[5]
- 1945–1948: Slovenská krajina (Slowakisches Land), Tschechoslowakei
- 1949–1960: Bratislavský kraj (Bratislavaer Landschaftsverband, mehrheitlich) und Nitriansky kraj (Neutraer Landschaftsverband, kleinere Teile) – mit den heutigen sind sie nicht zu verwechseln, Tschechoslowakei
- 1960–1990: Západoslovenský kraj (Westslowakischer Landschaftsverband), Tschechoslowakei
- seit 1996: heutiger Trnavský kraj

## Bevölkerung
| Jahr                | 1994    | 2004    | 2014    | 2024    |
| ------------------- | ------- | ------- | ------- | ------- |
| Anzahl der Personen | 547.173 | 553.198 | 558.677 | 565.900 |
| Unterschied         |         | +1,10 % | +0,99 % | +1,29 % |

| Jahr                | 2023    | 2024    |
| ------------------- | ------- | ------- |
| Anzahl der Personen | 566.114 | 565.900 |
| Unterschied         |         | −0,03 % |

Der Trnavský kraj ist der bevölkerungsärmste aller Kraje, nicht jedoch der flächenmäßig kleinste. Die Bevölkerungsdichte liegt bei 134/km² und der Anteil der städtischen Bevölkerung beträgt rund 50 % (Stand 2008). Hauptstadt und zugleich die größte Stadt ist Trnava (Tyrnau) mit 63.180 Einwohnern, andere Städte sind Piešťany (Pistyan), Hlohovec (Freistadtl), Galanta (Gallandau) und Dunajská Streda (Niedermarkt). Insgesamt besteht der Landschaftsverband aus 251 Gemeinden, davon 17 Städten.
Nach der Volkszählung 2011 wohnten im Trnavský kraj genau 554.741 Einwohner. Der größte Teil entfiel auf die Slowaken (394.902 Einw., 71,2 %), gefolgt von den Magyaren (120.784 Einw., 21,8 %), Tschechen (3.259 Einw., 0,6 %) und Roma (3.048 Einw., 0,5 %). Andere Ethnien machen zusammen 0,5 % (2.670 Einw.) der Bevölkerung aus, während 30.778 Einwohner (5,4 %) keine Angabe zur Ethnie machten.
Konfessionell ist die römisch-katholische Kirche mit 388.914 Einwohnern (70,1 %) die am meisten verbreitete Konfession, gefolgt von der Evangelischen Kirche A. B. (20.441 Einw., 3,7 %) und der reformierten (kalvinistischen) Kirche (10.849 Einw., 2 %). Des Weiteren bekannte sich die Bevölkerung zur griechisch-katholischen Kirche (1.350 Einw., 0,2 %), zur evangelisch-methodistischen Kirche (1.165 Einw., 0,2 %) und zu den Zeugen Jehovas (1.041 Einw., 0,2 %); insgesamt 5.413 Einwohner (0,9 %) bekannten sich zu einer anderen Konfession. 71.057 Einwohner (12,8 %) waren konfessionslos und bei 54.705 Einwohnern (9,9 %) wurde keine Konfession ermittelt.